# Václav Kout
Václav Kout (* 24. března 1951) je bývalý český fotbalista, obránce. 
Byl odchovancem RH Pardubice. V žákovské kategorii ho trénoval pan Horáček. Po přechodu do dorostu ho trénoval Jaroslav Bolek, se kterým dorostenci postoupili v roce 1968 do 1.dorostenecké ligy. Od té doby prošel všemi výběry, okres, kraj, Česko, až do širšího výběru ČSSR, který trénoval Vladimír Mirka. Rád vzpomíná na turnaj socialistických států v Maďarsku a na předzápas dorostu v Bratislavě ČSSR-Slovensko, před zápasem mužů ČSSR-Brazílie, kde bylo asi 20 000 diváků. V roce 1970 přestoupil v 19 letech do Spartaku Hradec Králové, do druhé ligy, kterou trénoval Ota Hemele. V té době za Spartak hráli Jindřich Jindra, Rudolf Tauchen, Zdeněk Zikán, Ladislav Moník, Jean-Claude Barták, Václav Oplt, Edmund Schmidt a další. První jeho zápas byl v Bardějově. V roce 1970 odešel na vojnu do Dukly Praha „B“ a poté do Dukly Tábor. Po vojně v roce 1972 se vrátil do Spartaku HK, který postoupil do 1.ligy. V roce 1974 přestoupil do Auto Škoda Mladá Boleslav, která hrála 3. ligu, kde hrál i Barták, Schubert, Pacan, Bartoš a další. Zde hrál do roku 1976. Po opakovaném zranění zanechal aktivní činnosti a věnoval se trénování mládeže až do roku 1986 a krátce byl i rozhodčím.

## Fotbalová kariéra
V československé lize hrál za Spartak Hradec Králové. Nastoupil v 16 ligových utkáních. Gól v lize nedal.

## Ligová bilance
| Ročník                                     | Zápasy | Góly | Klub                   |
| ------------------------------------------ | ------ | ---- | ---------------------- |
| 1. československá fotbalová liga 1972/1973 | 16     | 0    | Spartak Hradec Králové |
| CELKEM 1. liga                             | 16     | 0    |                        |